# أماني لازار
أماني الياس لازار هي كاتبة ومترجمة من سوريا.

## حياتها المبكرة
ولدت أماني في مدينة حمص في سوريا في 30 مايو 1974. وتخرجت من كلية الحقوق في جامعة دمشق.

## الإصدرات

### ترجماتها
- بداية كمأساة، وأخرى كمهزلة تأليف سلافوي جيجك عن دار طوى للنشر.
- ملحمة آرتورو بانديني تأليف جون فانتي وتتألف من أربع روايات وهي: انتظر حتى الربيع يا بانديني-الطريق إلى لوس أنجلس -اسأل الغبار- أحلام من بنكر هيل. صدرت عن دار أثر للنشر.[2]
- كتاب إرنست لوبيتش يصل هوليود لكاثرين تومبسون عن الهيئة العامة السورية للكتاب.
- مجموعة قصصية لتشارلز بوكوفسكي بعنوان جنوب بلا شمال عن منشورات الجمل.
- رواية أسرار لكنوت هامسن عن دار مسكيلياني للنشر.
- ترجمت رواية ستونر لجون ويليامز، نشرت الكترونيا على موقع مدونة المترجمة.
- ترجمت رواية رابطة الشعراء الأموات ونشرت الكترونيا على موقع مدونة المترجمة.
- المغتربون تأليف ف.ج.زيبالد عن دار التنوير.
- المفقود تأليف كيم إكلين عن دار ممدوح عدوان للنشر والتوزيع.[3]
- أنا قبلك تأليف جوجو مويس صدرت عن دار التنوير.
- مزرعة كرة القدم تأليف لورنزو إراسموس صدرت عن دار أطلس في سوريا.
- قصتان لستيفان زفايغ: رسالة من امرأة مجهولة - ليلة ساحرة. عن دار الخان في الكويت.
- روايتان لمواسير سكلير: المتطوعون وماكس والقطط. عن دار الخان في الكويت.
- مجموعة قصصية بعنوان شهرزاد لعدد من الكتاب. عن دار الخان في الكويت.
- مجموعة قصصية بعنوان اذهبي وقابلي ايدي صدرت عن دار الخان في الكويت.
- مجموعة قصصية بعنوان الغاوتشو الذي لا يطاق صدرت عن دار الخان في الكويت.
- مجموعة قصصية بعنوان قصة أوجي رين عن عيد الميلاد صدرت عن دار الخان في الكويت.
- ريشة طائر البجع تأليف إيرينا بابانشيفا صدرت عن منشورات المتوسط.
- وليمة بابت تأليف كارن بليكسن صدرت عن دار الخان في الكويت.
- كل الضوء الذي لا يمكننا رؤيته تأليف انتوني دور صدرت عن دار ممدوح عدوان.